# Ugo Humbert
Ugo Humbert, född 26 juni 1998, är en fransk tennisspelare. Han har som högst varit rankad på 13:e plats på ATP-singelrankingen. Humbert har vunnit sju singeltitlar på ATP-touren.

## Karriär
I januari 2020 tog Humbert sin första titel på ATP-touren då han besegrade Benoît Paire i singelfinalen av ASB Classic 2020.

## ATP-finaler

### Singel: 9 (7 titlar, 2 andraplatser)
| Teckenförklaring |
| ---------------- |
| Grand Slam (0–0) |
| ATP 1000 (0–1)   |
| ATP 500 (2–1)    |
| ATP 250 (5–0)    |

| Finaler efter underlag |
| ---------------------- |
| Hard court (6–2)       |
| Grus (0–0)             |
| Gräs (1–0)             |

| Resultat | V–F | Datum         | Turnering                                         | Kategori | Underlag       | Motståndare          | Resultat                |
| -------- | --- | ------------- | ------------------------------------------------- | -------- | -------------- | -------------------- | ----------------------- |
| Vinnare  | 1–0 | Januari 2020  | Auckland Open, Nya Zeeland                        | ATP 250  | Hard court     | Benoît Paire         | 7–6(7–2), 3–6, 7–6(7–5) |
| Vinnare  | 2–0 | Oktober 2020  | European Open, Belgien                            | ATP 250  | Hard court (i) | Alex de Minaur       | 6-1, 7–6(7–4)           |
| Vinnare  | 3–0 | Juni 2021     | Halle Open, Tyskland                              | ATP 500  | Gräs           | Andrej Rubljov       | 6–3, 7–6(7–4)           |
| Vinnare  | 4–0 | November 2023 | Moselle Open, Frankrike                           | ATP 250  | Hard court (i) | Aleksandr Sjevtjenko | 6–3, 6–3                |
| Vinnare  | 5–0 | Februari 2024 | Open 13, Frankrike                                | ATP 250  | Hard court (i) | Grigor Dimitrov      | 6–4, 6–3                |
| Vinnare  | 6–0 | Mars 2024     | Dubai Tennis Championships, Förenade arabemiraten | ATP 500  | Hard court     | Alexander Bublik     | 6–4, 6–3                |
| Tvåa     | 6–1 | Oktober 2024  | Japan Open, Japan                                 | ATP 500  | Hard court     | Arthur Fils          | 7–5, 6–7(6–8), 3–6      |
| Tvåa     | 6–2 | November 2024 | Paris Masters, Frankrike                          | ATP 1000 | Hard court (i) | Alexander Zverev     | 2–6, 2–6                |
| Vinnare  | 7–2 | Februari 2025 | Open 13, Frankrike (2)                            | ATP 250  | Hard court (i) | Hamad Medjedovic     | 7–6(7–4), 6–4           |

### Dubbel: 1 (1 andraplats)
| Teckenförklaring |
| ---------------- |
| Grand Slam (0–0) |
| ATP 1000 (0–0)   |
| ATP 500 (0–0)    |
| ATP 250 (0–1)    |

| Finaler efter underlag |
| ---------------------- |
| Hard court (0–0)       |
| Grus (0–1)             |
| Gräs (0–0)             |

| Resultat | V–F | Datum     | Turnering                  | Kategori | Underlag | Medspelare     | Motståndare                  | Resultat         |
| -------- | --- | --------- | -------------------------- | -------- | -------- | -------------- | ---------------------------- | ---------------- |
| Tvåa     | 0–1 | Juli 2024 | Swiss Open Gstaad, Schweiz | ATP 250  | Grus     | Fabrice Martin | Yuki Bhambri Albano Olivetti | 6–3, 3–6, [6–10] |